# APAV40
APAV40 (фр. Anti-Personnel/Anti-Véhicule, 40mm, Противопехотная/Бронебойная 40 мм) — винтовочная граната диаметром 40 мм, состоящая на вооружении ВС Франции. Стрельба такой гранатой ведётся из автомата FAMAS.

## Описание
Граната APAV40 предназначена как для поражения живой силы, так и вражеской бронетехники. Масса гранаты: 405 г с учётом взрывчатки. Включает в себя боеголовку со взрывчатым веществом типа гексоген или тротил (80 г взрывчатки, 396 осколков массой по 0,17 г каждый) и хвост со стабилизаторами. Взрыв происходит после столкновения гранаты с поражаемым объектом и активацией донного взрывателя. Граната представлена в двух вариантах: модель F1 (для запуска осуществляется выстрел холостым патроном) и модель F2 (с пулеулавливателем, позволяющим стрелять обычными боевыми 5,56-мм патронами).

## Применение

Система алидады для стрельбы гранатами из автомата FAMAS

Для выстрела гранатой типа F1 необходимо предварительно извлечь магазин и боевой патрон из патронника, затем зарядить холостым патроном, после чего вставить гранату и произвести выстрел. Для выстрела гранатой F2 достаточно просто вставить гранату в ствол и произвести выстрел боевым патроном. Энергия пули, попавшей в пулеулавливатель, вместе с пороховыми газами приведёт к выстрелу и запуску гранаты, которая взорвётся при попадании в цель. Однако отдача от выстрела достаточно серьёзная, вследствие чего стрелку необходимо правильно выбрать позицию, чтобы самому не пострадать при выстреле.
Для атаки вражеской пехоты стрельба осуществляется навесным способом, а не прямой наводкой. Взрыв гранаты вместе с ударной волной и осколками смертелен для живой силы, находящейся в радиусе 12 метров от эпицентра. Радиус разлёта осколков достигает 100 м. При стрельбе прямой наводкой граната способна пробить броню толщиной до 100 мм. С использованием прицельных приспособлений типа алидады возможна стрельба на дистанцию от 75 до 100 м; при наклоне под углом 45° радиус стрельбы составляет от 120 до 320 м (с шагом 20 м), при наклоне под углом 74° — от 60 до 170 м (шаг 10 метров).

## Типы 40-мм гранаты
| Тип гранаты                     | Длина, мм | Масса, г | Начальная скорость, м/с | Радиус действия, м | Пробиваемая броня, мм | Другие возможности                                  |
| ------------------------------- | --------- | -------- | ----------------------- | ------------------ | --------------------- | --------------------------------------------------- |
| Противотанковая                 | 383       | 412      | 68                      | -                  | 200                   | -                                                   |
| Противопехотная/противотанковая | 352       | 405      | 68                      | 12                 | 100                   | 396 осколков массой 0,17 г каждый                   |
| Противопехотная                 | 357       | 412      | 68                      | 12                 | -                     | 468 осколков массой 0,17 г каждый                   |
| Противопехотная с задержкой     | 305       | 410      | 68                      | 12                 | -                     | 468 осколков массой 0,17 г каждый                   |
| Дымовая                         | 292       | 410      | 70                      | -                  | -                     | Время задымления: 25 с Время дымовой завесы: 60 с   |
| Осветительная                   | 306       | 390      | 73                      | -                  | -                     | Время освещения: 30—40 с Сила освещения: 90 тыс. кд |
| Учебная без маркировки          | 383       | 415      | 68                      | -                  | -                     | -                                                   |
| Учебная с маркировкой           | 351       | 405      | 68                      | -                  | -                     | -                                                   |